# Journal (bande dessinée)
Le Journal est une bande dessinée autobiographique de Fabrice Neaud publiée depuis 1994 par ego comme x. L'auteur, né en 1968, y décrit a posteriori sa vie à partir de février 1992. Il en a pour l'instant arrêté sa publication aux événements de juillet 1996, décrits dans le quatrième volume du Journal, publié en 2002.
Œuvre radicale et novatrice, « sans faux-semblants, sans tabous (...), intelligent[e] et brut[e] » le Journal de Neaud a obtenu de nombreux prix depuis sa première publication.

## Publications en français

### Revues
- Ego comme x no 1 à 3, Ego comme x, 1994-1995
- Divers récits autobiographiques rattachés de près ou de loin au Journal ont été publiés postérieurement dans Ego comme x et Bananas.

### Albums
Tous les volumes du Journal ont été publiés par Ego comme x.
1. Février 1992 – septembre 1993, 1996
2. Septembre 1993 – décembre 1993, 1998[4]
3. Décembre 1993 – août 1995, 1999
4. Les Riches heures, 2002

Réédition en 2022 par les éditions Delcourt
1. Esthétique des brutes – Journal 1 & 2 (février 1992 – décembre 1993)
2. Esthétique des brutes – Journal 3 (décembre 1993 - août 1995)
3. Les riches heures - Journal 4 (août 1995 - juillet 1996)

## Prix
- 1997 : Alph-Art coup de cœur du festival d'Angoulême pour le tome (I)[5]
- 2002 : Prix du scénariste au Festival de Saint-Malo (Quai des Bulles)[6]

### Documentation
- Évariste Blanchet, « Journal (II) », dans L'Indispensable no 1, juin 1998, p. 76-77.
- Évariste Blanchet, « Le Pavé », Critix, no 12,‎ été 2001, p. 31-45.
- Hugues de Chanay, « Temps partagés, temps retrouvés : lecture sous influence », dans 9e Art no 9, Centre national de la bande dessinée et de l'image, octobre 2003, p. 90-94
- Patrick Gaumer, « Journal », dans Dictionnaire mondial de la BD, Paris, Larousse, 2010 (ISBN 9782035843319), p. 462-463.
- Jean-Philippe Martin, « Les Éviscérations de Neaud », Critix, no 1,‎ automne 1996, p. 51-56.
- Marie Poix-Tétu, « Du journal à l'ajour », dans 9e Art no 9, Centre national de la bande dessinée et de l'image, octobre 2003, p. 90-94
- Sylvianne Rémi-Giraud, « Métaphore et métonymie dans le Journal de Fabrice Neaud », dans 9e Art no 9, Centre national de la bande dessinée et de l'image, octobre 2003, p. 95-99
- Fabien Tillon, « Théâtre Neaud », BoDoï, no 58,‎ décembre 2002, p. 10.